# 工农街道 (辽阳市)
工农街道，是中华人民共和国辽宁省辽阳市宏伟区下辖的一个乡镇级行政单位。2020年4月，将工农街道和新村街道的龙鼎山社区、龙鼎山庄社区合并，命名为工农街道。调整后，工农街道北至曙光镇交界处，南至龙石风景旅游区边缘与曙光镇、兰家镇交界处，东至工农大街以北到健康路、工农大街以南至曙光镇交界，西至兰家镇交界处。

## 行政区划
工农街道下辖以下地区：
健康路社区、荟萃湖社区和奥林园社区。
2020年4月调整后的工农街道下辖:健康路、荟萃湖、奥林园、龙源、龙翔、龙鼎山、龙鼎山庄7个社区。